# MC MORIYA
MC MORIYA（エムシーモリヤ、1973年〈昭和48年〉9月13日 - ）は、日本のタレント、リポーター。
本名は守矢 聖史（もりや しょうじ）。
兵庫県出身、滋賀県彦根市育ち。
主に関西圏でイベントの司会やリポーターとして活躍しており、登場時の決め台詞は「体重100kgバツイチ子持ち」。サラダパンパクパク大使。
アフロヘアと着ぐるみのようなボディで、一度見たら忘れられないパンチのあるビジュアルはゆるキャラさながら。軽快なトークで小さな子供からお年寄りまで、イベントのジャンルを問わず会場全体を確実に盛り上げる。YouTubeにて駅前リポート映像の配信も行っている。

## 人物・経歴
兵庫県三木市生まれ、4つの小学校の転校を経て現在の滋賀県へ。
1990年 自身の主催するイベントで初のMCを務める。
1996年 タレント活動をスタート。
2000年 滋賀県初のストリートダンススタジオをオープン。 
2009年 NTTドコモ・XPERIAのCMなどで話題になった光のダンスEL SQUADや日本を代表するダンスチームWRECKING CREW ORCHESTRAなどが所属するダンサープロダクション株式会社WIZARTSを起ち上げ代表取締役を務める。(2015年退社)
キッズダンスイベントFRONTLINEプロデュース開始。
2015年 関西コレクションエンターテイメント顧問就任。(2016年退任) 
2018年 ファッション通販サイト「ZOZOTOWN」が開発した「ZOZOSUIT」を着用した写真がTwitterで 3万リツイート、7万いいねとなり、様々なニュースサイトで取り上げられる。 Yahoo!ニュースのアクセスランキングで1位を獲得する。その後「ZOZOTOWN」を運営する株式会社ZOZO社長の前澤友作よりモデルのオファーを受け、正式にモデル契約。(2019年契約満了)
FM滋賀の朝の人気番組『Style!』内のコーナー「MC MORIYAの駅前リポート」に毎週月曜日から木曜日にかけて出演し、滋賀県内約120ヶ所の駅前から生中継を行っており、2025年6月時点で12周目に突入している。
2024年4月 番組内で訪れた岐阜県馬瀬川のほとりでいただいたコーヒーに感動し、さらにコーヒー好きに。2025年4月にはインドネシアバリ島のコーヒー農園を直接訪れるほど。

## 出演

### 現在

#### テレビ
- BBCびわ湖放送「金曜オモロしが」レポーター
- CCN 「ドキュメント☆バラエティ　下呂にプチ移住！」レギュラー

#### ラジオ
- FM滋賀「Style!」月曜〜木曜レギュラー[2]
- 「ここは岐阜県下呂市。温泉だけだと思うなよ？」 Ep.23-2 ゲスト[3]

#### CM
- アートネイチャーCM 「増毛町編」出演[4]

#### イベント
- 「キッズダンスTVフロントライン」毎月開催

### 過去

#### テレビ
- 2002年〜2011年 びわ湖放送「びわ湖カンパニー」レギュラー
- 2008年〜2019年 J:COM「キッズダンスTVフロントライン」メインMC
- 2009年 びわ湖放送「フリータイム」メインパーソナリティ
- 2009年 びわ湖放送「おどっチャオ」メインパーソナリティ
- 2011年 ぎふチャン「東濃ファミリートリップ」メインレポーター
- 2012年〜2013年 テレビ東京系「踊RI場」レギュラー
- 2017年 びわ湖放送「一家まるっとまるごと査定」メインMC

#### ラジオ
- FM滋賀「こだわりLife Style! Supported by 匠工房」
- レギュラー FM滋賀「Trunk!」レギュラー

#### ナレーション
- 2004年〜2006年 サンテレビ「宮本和知の達人*メジャーゴルフ」

#### 映像作品
- 2006年 レイザーラモンHG「YOUNG MAN」出演
- 2018年 BRADIO「Funky Kitchen[5]」出演

#### プロデュース
- 2016年 TOTTI CANDY FACTORYテーマソングプロデュース
- 2019年 滋賀県 近江米ソング「おいしが うれしが近江米」振り付け
- 2019年 株式会社小学館集英社プロダクション、株式会社電通ミュージック・アンド・エンタテインメントまなびソング「うんちうんちくうんちっち[6]」振り付け

#### イベントMC
- CASIO G-SHOCKイベント REAL TOUGHNESS
- ALL HOKKAIDO DANCE CONTEST KING DANCE MATSURI
- THE KING OF DANCE OMARION DANCE CONTEST
- 全国ストリートダンスバトル
- 八尾河内音頭まつりダンスコンテスト
- Panasonic presents ROBOT SCANDAL in GFO2013
- メ~テレ秋まつり2014
- avexキラチャレ2015関西予選、中部予選、中国予選
- avexアーティストアカデミー名古屋校 danceTRAX2016
- ALL JAPAN SUPER KIDS DANCE CONTEST
- docomoスマートフォンラウンジ名古屋3周年 a-nation after party (AAA”浦田直也”、lol”小見山直人、hibiki”、平井大、植野有砂トークショー)
- グランフロント大阪うめきた広場ハロウィンパーティ
- バスタブシネマ

など、多数。